# 막시밀리안 바이어
막시밀리안 바이어(독일어: Maximilian Beier, 2002년 10월 17일 ~ )는 독일의 축구 선수이다. 그의 포지션은 공격수로, 현재 분데스리가의 보루시아 도르트문트에서 활약하고 있다.

## 클럽 경력
2020년 2월 8일, 바이어는 1-0으로 이긴 SC 프라이부르크와의 분데스리가 경기에서 TSG 호펜하임 소속으로 프로 데뷔전을 치렀다.
2020년 12월 10일, 그는 4-1로 이긴 헹크와의 UEFA 유로파리그 경기에서 멀티골을 넣었으며, 안드레이 크라마리치의 쐐기골을 도왔다.
2021년 8월 19일, 바이어는 하노버 96으로 한 시즌 임대되었다. 2022년 6월 8일, 2022-23 시즌까지 임대 연장되었다.